# Етре (Меза)
Етре (фр. Etraye) насеље је и општина у североисточној Француској у региону Лорена, у департману Меза која припада префектури Верден.
По подацима из 2011. године у општини је живело 41 становника, а густина насељености је износила 5,13 становника/km². Општина се простире на површини од 7,99 km². Налази се на средњој надморској висини од 228 метара (максималној 373 m, а минималној 216 m).

## Демографија
| 1962. | 1968. | 1975. | 1982. | 1990. | 1999. | 2011. |
| ----- | ----- | ----- | ----- | ----- | ----- | ----- |
| 67    | 72    | 65    | 53    | 53    | 55    | 41    |

График промене броја становника у току последњих година